# Cosmògraf Major del Virregnat del Perú
El càrrec de  Cosmògraf Major del Virregnat del Perú  va ser el més important càrrec en l'àmbit científic en el Virregnat del Perú.
En els seus inicis, el  Cosmògraf Major  era l'encarregat de confeccionar mapes i plànols. Després, es van ampliar la feina de casa per fer classes de matemàtiques i navegació als marins que passaven un temps a Lima, assignant posteriorment la  Càtedra de prima  de la Universitat de San Marcos. Es considera que des de 1680 s'encarregava de confeccionar un anuari amb dades astronòmiques, i es coneixen exemplars d'aquest anuari des 1708, anomenat  Coneixement dels Temps . El lloc va seguir existint després de la Independència del Perú fins a 1878 així com l'anuari, que va ser canviant de nom al llarg del temps; van començar el 1654 com a lunarios o reportorios i es van publicar fins al 1874 com a Guía política, eclesiástica y militar del Perú.
El precedent d'aquest càrrec va ser el de Pilot major de la Casa de Contractació d'Índies a Espanya i el primer titular del qual va ser Amerigo Vespucci. En 1524 es va crear, com a complement a la tasca del pilot major, el càrrec de cosmògraf major i mestre de fer cartes sent el primer titular el portuguès Diego Ribeyro.
Al Virregnat del Perú, el primer cosmògraf major va ser Lucas de Quirós qui va ser nomenat així el 1618 pel 12è Virrei del Perú Francisco de Borja i Aragón davant l'amenaça holandesa que el 1615 havia bloquejat el port del Callao. El càrrec va ser exercit durant 158 anys per 14 persones diferents. Així mateix, des de finals del segle xviii es va establir un tinent de cosmògraf a Arequipa.

## Cosmògrafs Majors
- Diego Méndez de Segura
- Lucas de Quiroz
- Francisco de Quiroz
- Diego de León
- Juan Ramón Koenig
- Francisco Ruiz Lozano
- Pedro Peralta y Barnuevo
- Luis Godin
- Juan Rehr
- Cosme Bueno
- Gabriel Moreno
- Hipólito Unanue
- José Gregorio Paredes
- Eduardo Carrasco
- Pedro Mariano Cabello
- Francisco Carrasco